# Anaspis salsolae
Anaspis salsolae is een keversoort uit de familie bloemspartelkevers (Scraptiidae). De wetenschappelijke naam van de soort is voor het eerst geldig gepubliceerd in 1939 door Bogatchev.